# ALOHA
ALOHA ist ein Zugriffsverfahren der Sicherungsschicht (DLL, OSI-Schicht 2) aus dem Bereich der Computernetze. Das ALOHA-Protokoll wurde 1970 von Norman Abramson entwickelt und erstmals 1971 für das ALOHAnet eingesetzt, das die Inseln um Hawaii mit der Universität von Honolulu verband. Es war ursprünglich als Funknetz gedacht und bildete später die Grundlage für das Ethernet-Protokoll. Es handelt sich dabei um ein TDMA-Multiplexverfahren.
ALOHA ist ein stochastisches Zugriffsverfahren in Netzen ohne Kanalabtastung und den CSMA-Verfahren ähnlich, welche jedoch über Kanalabtastung verfügen.

## Betriebsarten

### Unsynchronisiertes ALOHA

Zeitverhalten bei unsynchronisiertem ALOHA und vier Stationen. Kollidierende Datenpakete in grau

Beim unsynchronisierten ALOHA (auch zeitunabhängiges, reines oder pure ALOHA genannt) kann jeder Teilnehmer zu einem beliebigen Zeitpunkt sein (stets gleich langes) Datenpaket (Rahmen, engl. frame) verschicken. Versenden mehrere Teilnehmer ihre Pakete gleichzeitig, so kollidieren diese, und Empfänger erhalten nur verstümmelte Daten; die Pakete müssen erneut übertragen werden. Die Teilnehmer erkennen eine Verstümmelung der Daten durch das Fehlen einer Ankunftsbestätigung vom Zielrechner. Für die erneute Übertragung muss jeder Teilnehmer eine vom Zufall bestimmte Zeitperiode warten.
ALOHA ist daher wie die meisten Funkprotokolle nicht echtzeitfähig, da nicht garantiert werden kann, wann ein zu sendendes Paket tatsächlich erfolgreich übertragen wird.
Der Durchsatz {\displaystyle S} pro Rahmenzeit mit diesem Verfahren lässt sich berechnen als:
{\displaystyle S=G\cdot e^{-2G}}
mit
- {\displaystyle G} = Versuche pro Paketzeit
- der Eulerschen Zahl {\displaystyle e}.

Den max. Durchsatz von {\displaystyle {\frac {1}{2e}}\approx } 18 % der Kanalkapazität erhält man bei {\displaystyle G=0{,}5}.

### Synchronisiertes oder slotted ALOHA

Zeitverhalten bei synchronisiertem ALOHA und acht Stationen. Kollidierende Datenpakete in grau

Beim synchronisierten ALOHA (auch zeitabhängiges, unterteiltes oder slotted ALOHA genannt), das 1975 von L.G. Roberts veröffentlicht wurde, darf ein Teilnehmer nicht zu einem beliebigen Zeitpunkt senden, sondern muss sich an fest vorgegebene Zeitscheiben (engl. slots) von der Länge eines Paketes halten. Jeder Benutzer kann jederzeit in einen dieser Slots senden. Wenn mehrere gleichzeitig einen Slot benutzen, kommt es noch immer zur Kollision, jedoch können sich dabei die verstümmelten Pakete jeweils nur voll überdecken.
Hier lautet die Formel zur Durchsatz-Berechnung:
{\displaystyle S=G\cdot e^{-G}}
Den max. Durchsatz von {\displaystyle {\frac {1}{e}}\approx } 37 % der Kanalkapazität erhält man bei {\displaystyle G=1}, analog zur 37%-Regel. Der maximale Durchsatz ist also doppelt so groß wie beim reinen ALOHA.
Synchronisiertes ALOHA ist allerdings aufwendiger zu realisieren als das unsynchronisierte Verfahren, da alle Teilnehmer eine einheitliche Taktung benötigen, damit die „Slots“ bei allen zeitgleich ablaufen.